# ریش رونی
ریش رونی (انگلیسی: Rony Beard؛ زادهٔ ۲۴ نوامبر ۱۹۸۸) بازیکن فوتبال اهل جمهوری دومینیکن است.
از باشگاه‌هایی که در آن بازی کرده‌است می‌توان به اشاره کرد.
وی همچنین در تیم ملی فوتبال جمهوری دومینیکن بازی کرده‌است.